# Herennia Etruscilla
Herennia Cupressenia Etruscilla was de echtgenote van de Romeinse keizer Trajanus Decius en werd tot Augusta (keizerin) uitgeroepen in 249.
Alle informatie die wij bezitten is afgeleid uit de vele Romeinse munten met omschrift HER ETRVSCILLA AVG die van haar gevonden zijn maar verder is, op een enkele inscriptie na, niets bekend over deze keizerin. Aangezien de vrouw van keizer Trebonianus Gallus (251-253) die Decius na zijn dood opvolgde, nooit tot keizerin is uitgeroepen is het zeer waarschijnlijk dat Herennia Etruscilla ook als weduwe nog tot 253 keizerin is gebleven.